# Selačka
Selačka (szerbül: Селачка), falu Bosznia-Hercegovinában, a Bosanska Krajina keleti részén, Kotor-Varoš községben, a Szerb Köztársaságban. 

## Fekvése
A település Bosznia-Hercegovina északi részén, Banja Lukától légvonalban 47, közúton 69 km-re délkeletre, községközpontjától légvonalban 25, közúton 37 km-re délkeletre, a Vrbanja jobb partjától keletre fekszik. Több települést foglal magában, amelyek főleg Šipraški Brdo északi és északkeleti lejtőin fekszenek. Elmondhatjuk, Selačka inkább Šipraški brdo északkeleti lejtőinek földrajzi megjelölése, mindsem egyedi lakott hely lenne. Ez a terület számos falut és települést foglal magában, amelyek közül a legnagyobbak Kerle, Grič, Selačka (kb. 700 m tengerszint feletti magasságban), Hajdarovići, Kurušići és Gelići. A Vrbanja folyó jobb oldali mellékfolyói – Trnovac és Crkvenica között található, mintegy 680–850 m tengerszint feletti magasságban. Helyi utak kötik össze őket az R-440 (Kruševo Brdo – Šiprage – Obodnik) regionális úttal.

## Népessége
| Nemzetiségi csoport | Népesség 1991 | Népesség 2013 |
| ------------------- | ------------- | ------------- |
| Szerb               | 137           | 8             |
| Bosnyák             | 163           | 33            |
| Horvát              | 0             | 0             |
| Jugoszláv           | 3             | 0             |
| Egyéb               | 0             | 0             |
| Összesen            | 303           | 41            |

## Története
Selačka a nagyon régi, nehezen megközelíthető helyen fekvő települések közé tartozik, ezért feltételezhető, hogy története a Vrbanja völgyében zajló eseményekhez az illírektől napjainkig szorosan kötődik.
A vegyes lakosságú település 1878-ig tartozott az Oszmán Birodalomhoz, ekkor a berlini kongresszus határozata alapján az Osztrák-Magyar Monarchia része lett. 1879-ben az első osztrák-magyar népszámlálás során a Jajcai járáshoz és Imljane községhez tartozó településnek 10 háztartása és 150 ortodox szerb lakosa volt.  1910-ben a Kotor Varoš-i járáshoz és Kruševo Brdo községhez tartozó tartozó településen 12 háztartást és 193 ortodox lakost találtak. A monarchia szétesésével 1918-ban előbb a Szerb-Horvát-Szlovén Királyság, majd 1929-től a Jugoszláv Királyság része lett. Az 1929-es törvény értelmében, amikor Bosznia-Hercegovinát négy banovinára, Drinskára, Vrbaskára, Zetskára és Primorskára osztották, a település a Vrbaska banovina része lett, amelynek székhelye Banja Luka volt. 
Jugoszlávia megszállása után a Független Horvát Állam (NDH) része lett. A második világháború idején a šipragei régió más falvaival együtt Selačka is aktívan részt vett a nemzeti felszabadítási mozgalomban. A boszniai háború idején az egykori JNA és szerb (fél)katonai alakulatok a település muszlimok lakta részét teljesen elpusztították. A boszniai háborút lezáró daytoni békeszerződést követő területfelosztásnál Kotor-Varoš község részeként a Szerb Köztársaság területéhez került. 1996 után a luxemburgi kormánynak és katonáknak, azaz a BELUGA zászlóaljnak (rövidítve: Belgium – Luxemburg – Görögország – Ausztria; az EUFOR-SFOR keretein belül) köszönhetően a Šiprage környéki bosnyák falvak többségét, így Selačkát is, részben újjáépítették.

## Fordítás
- Ez a szócikk részben vagy egészben  a   Selačka című bosnyák Wikipédia-szócikk ezen változatának fordításán alapul.  Az eredeti cikk szerkesztőit annak laptörténete sorolja fel. Ez a jelzés csupán a megfogalmazás eredetét és a szerzői jogokat jelzi, nem szolgál a cikkben szereplő információk forrásmegjelöléseként.